# Iljinowka (obwód amurski)
Iljinowka (ros. Ильиновка) – wieś (sieło) w Rosji, w obwodzie amurskim, w rejonie oktiabrskim. W 2010 liczyła 195 mieszkańców.